# Голуб Јанић
Голуб Јанић (Маврово, 1853 — Београд, 1918) био је српски рентијер, велетрговац, народни посланик, добротовор, почетком 20. века један од најбогатијих људи у Србији, водећи финансијер и најутицајнија личност српске заједнице из Старе Србије и Македоније, национални радник.
Један од оснивача и финансијера Централног револуционарног тајног одбора у Београду, или Српског комитета, који је од 1903. године руководио четничком акцијом у Старој Србији, што је од 1905. радило и Друштво Српска браћа чији је он био оснивач и дугогодишњи председник. Био је и председник и оснивач Удружења Старосрбијанаца, оснивач и члан и Друштва за подизање Храма Св. Саве, Друштва за улепшање Врачара и др. У младости борио се у добровољцима у српско-турским и руско-турским ратовима 1876 — 1878. Његова жена и наследница Босиљка Јанић, рођ. Цинцар-Јанковић, основала је три задужбине које носе његово име и име чланова његове породице, Задужбину Самуила и Голуба С. Јанића при Филозофском факултету и Учитељској школи у Скопљу, Задужбину Самуила и Голуба С. Јанића при Српској краљевској академији (хотел Балкан на Теразијама) и Фонд Софије Самуила и Босиљке Голуба С. Јанића.

## Порекло, детињство и младост
Голуб Јанић рођен је 1853. године у село Маврову, Гостиварско, од оца Самуила и мајке Софије Јанић, кћерке Пеје Пејића. Имао је шест сестара.
Јанићи су пореклом из село Лазаропоља, Гостиварско, места које се налази између Дебра и Кичева у Македонији. Становници тешко приступачног планинског места Лазаропоље припадају, као и становници околних села, српском мијачком становништву западне Македоније . Из Лазаропоља доселили су се у Маврово које се данас налази у највећем националном парку у Македонији, Националном парку Маврово.
Голубов деда Јане, по коме су добили презиме Јанић и отац Самуило Јанић (1830—1899) били су београдски трговци.
Голубов отац Самуило Јанић се уоратичо са рођацима и развио и проширио очеве послове. Помагао је и многим вредним младићима, који су касније постали угледни београдски трговци.
Самуило Јанић је узео учешће у сукобима са турском влашћу у Београду 1862, након инцидента на Чукур-чесми
Јанићи су били везани за Маврово и стари крај, где су често одлазили, помагали су земљаке и рођаке, а деца су им се, према обичају, рађала и до почетка школовања живела у Маврову.

## Школовање и породични послови
Голуб Јанић је у Београду завршио основну школу и гимназију.
Као младић пријавио се у добровољце и учествовао је у српско-турском и руско-турском рату 1876-1878.
Након завршеног школовања Голуба је отац Самуило постепено уводио у породичне послове, које
су заједно годинама успешно унапређивали инвестирајући у некретнине.
У околини Теразија Голуб Јанић је имао седам већих плацева са зградама. Његова најпознатија имања у Београду била су хотел Балкан на Теразијама, имање Руска круна, велика кафана на углу Дечанске и Скопљанке улице, имање Шумадија, такође кафана, на углу улица Краља Милана и Краља Милутина, више плацева, кућа и локала у Дечанској улици, улици Краља Милана, Краља Милутина, Делиградској и др. Неке од кућа за издавање биле су репрезентативне стилске породичне куће, а неке једноставне најамне зграде са много малих станова у које се улазило из дворишта или са дворишне терасе.
Своја имања Голуб Јанић искључиво је рентирао.
Голуб и Босиљка Јанић становали су на Престолонаследниковом тргу 18 (касније Теразије 17, 18, 23), наспрам хотела Балкан, на углу Теразија и Нушићеве улице у кући подигнутој око 1870. године. Поред њихове куће у Скопљанској улици (Нушићевој, Пашићевој) налазила се кућа госпође Томаније Обреновић, чији је унук био краљ Милан Обреновић.
У стамбеном делу био је, пре оштећења зграде у бомбардовањима, шестособан стан са спроведеним етажним грејањем и радијаторима у свим просторијама, укључујући и купатила. Улазна двокрилна храстова врата била су широка 2,6 m, а висока 2,4 метра. Стан је имао у салонском делу и једна четворокрилна унутрашња врата димензија 2,10/2,70 m, док је висина плафона била 4 метра. Улаз у кућу за кочија и кола био је из Скопљанске (Пашићеве, Нушићеве) улице. Штале са коњима и кочијама налазиле су се у улици Краља Милутина. Према сведочењу савременика у кући Голуба Јанића на Теразијама, где је било од 1905. године седиште, односно канцеларија друштва Српска браћа  налазило се и једно одељење намењено за окупљање студената из неослобођених крајева у ком су на зидовима биле бројне фотографије војвода и четника . У партеру према Теразијама налазио се један велики локал, касније преграђен у два локала.
Ова кућа је Босиљкиним тестаментом била предвиђена за имовину Фонда Софије Самуила и Босиљке Голуба Јанића, а приликом зидања зграде Савезне индустријске коморе (Привередне коморе Југославије, данас Привредне коморе Србије), 1955. бесправно је срушена, што је био предмет вишедеценијског спора.

## Политички и национално-просветни рад
Након очеве смрти 1899. Голуб Јанић посвећује се политици и то, пре свега, раду на ослобођењу јужних српских крајева („Јужне“ или „Старе“ Србије). Једно време био је народни посланик у Скупштини Србије.
Голуб Јанић је био оснивач и председник удружења које су финансирале и организовале четничке активности, национално-просветни и добротворни рад у Македонији. Био је Голуб 1904. председник патриотског друштва "Коло Српске браће". Његове широко распрострањене рођачке и пословне везе, које су се простирале од Цариграда и Солуна до Беча, Будимпеште и исељеништва у Америци, биле су јединствен систем који је омогућавао скупљање прилога и спровођење активности, које су до 1903. биле углавном просветне и добротворне.
Био је близак краљу Александру Обреновићу и двору. Влада генерала Димитрија Цинцар-Марковића, који је био рођак Голубове жене Босиљке, помагала је српске активности у Македонији преко Голуба Јанића .
Голуб је био позван у двор код краља исте вечери када је извршен атентат 29. маја 1903. У то време увелико се већ по Београду причало о могућој завери и атентату, а један Голубов зет власник кафане у којој су се окупљали завереници, упозорио га је да не одлази више у двор.
Касније, после 1903, Никола Пашић, као председник Владе, консултовао је Голуба о питањима везаним за политику Србије у Македонији, а на име Голуба Јанића гласиле су и све тапије на имања која је Влада Србије куповала у Скопљу и по другим местима у Македонији за српске просветне и националне установе.
Голуб је био оснивач и председник Удружења Старосрбијанаца, које се бавило просветним и хумантиарним радом на подручју Македоније.

## Српска четничка акција у Македонији

### Централни револуционарни тајни одбор у Београду
Голуб Јанић је био један од оснивача Централног револуционарног тајног одбора у Београду, или Српског комитета, који је од септембра 1903. руководила пребацивањем четничких јединица преко границе. Председник Централног револуционарног одбора био је др Милорад Гођевац, а чланови су поред Голуба Јанића били генерал Јован Атанацковић (министар грађевина 1897-1899, мин. војни 1903), Лука Ћеловић, трговац, банкар, водећи финансијер из Херцеговине, професор Љубомир Јовановић Патак (министар ун. дела 1909-1911 и 1914-1918, просвете и црквених послова 1911-1917, вера 1923-24) професор Љубомир Давидовић, оснивач Демократске странке, државни саветник Живан Живановић, иначе зет Драгутина Димитријевића Аписа, академик Љубомир Ковачевић, професор Јаша Продановић, академик Љубомир Стојановић и др Василије Јовановић. Касније им се придружио и председник Извршног одбора у Врању, капетан Живојин Рафајловић .
Централни револуционарни тајни одбор у Београду имао је три секције, револуционарну, финансијску и пропагандну. Голуб Јанић је заједно са генералом Јованом Атанцковићем, Милорадом Гођевцем, Луком Ћеловићем и Василијем Јовановићем био члан прве, револуционарне секције . Из Централног револуционарног тајног одбора у Београду повукли су се 1905, због владине заплене оружја и муниције у власништву одбора у Врању, генерал Атанцковић, Гођевац и Јовановић, након чега одбор више није радио као раније. Због тога је Голуб Јанић одлучио да оснује друштво Српска браћа, које је наставило са пребацивањем четника преко границе и прикупљањем помоћи за српски народ.
Почетком 1906. Централни одбор је преуређен, на његово чело дошао је Љубомир Давидовић, а вратили су се и чланови који су се повукли 1905. У време анексионе кризе 1908. основано је удружење Народна одбрана, у које су се учланили скоро сви чланови Централног одбора који се тако припојио новоснованој организацији чији рад се може пратити до 1941. године.

### Српска браћа
Основао је заједно са Љубом Јовановићем, бвш. министром и Јосифом Студићем 23. јануара 1905. године друштво Српска Браћа.
Голуб Јанић је био први, доживотни и једини председник Српске Браће, чија је канцеларија била у његовој кући на Престолонаследниковом тргу 18, односно Теразијама 23. У једном одељењу канцеларије, које је било намењено за окупљање студената из неослобођених крајева, према сећању очевидаца, зидови су били украшени бројним фотографијама војвода и четника.
Основни задатак Српске браће био је да помаже слободарски и национални покрет у Старој Србији и Македонији, као и да пружа моралну и материјалну помоћ угроженом српском народу, свуда где се укаже потреба. „Друштво се у ствари бавило револуционарном делатношћу“, односно руководило је спремањем, наоружавањем и пребацивања четника и њихових четовођа (војвода) преко границе.
У Голубовом хотелу Балкан на Теразијама био је штаб и зборно место за окупљање четника.
Иако је рад са добровољцима била главна преокупација Друштва Српска браћа, оно се бавило и хуманитарним радом. Тако је, на пример, преко Српске браће прикупљана и достављана помоћ дијаспоре из Америке од „сиромашних радника из Портланд, Орегона“, након великих поплава 1910. у Шумадији и ресавском крају, где је посебно пострадао Свилајнац .
Активности Српске браће и њеног председника и скретара новине су пратиле редовно, као што су извештавале о кретању државних званичника и виших официра .
Финансијска средства за рад друштва обезбеђивана су новчаним поклонима, улозима чланова, а највећу помоћ пружали су родољуби из престонце, пре свих они који су пореклом из Старе Србије.
Друштво Српска браћа престало је са радом након ослобођења и уједињења 1918. године.

## Породица
Голуб Јанић се женио три пута. Деце није имао.
Његова трећа жена Босиљка Јанић рођ. Цинцар-Јанковић унука је војводе Цинцар Јанка Поповића.
Голуб Јанић за живота је помагао породице својих сестара и одређене послове предао је зетовима.
За време Првог светског рата Голуб и Босиљка Јанић, једно време, након повлачења српске војске, државне администрације и становништва према југу, одакле су многи прешли преко Албаније, боравили су у Новом Пазару заједно са Босиљкином старијом сестром Полексијом, удовицом Константина Радовановића, касационог судије, њеном кћерком Зорком удатом за мајора, касније пуковника Бранислава Милосављевића и њиховом децом. После су се сви вратили у Београд.
Голуб Јанић је умро 1918. године у Београду у време када је српска војска улазила у град.
Његово тело је, према православним обичајима, пре сахране било у трпезарији његове куће на Теразијама, где су долазили рођаци и пријатељи да се опросте од њега. Према обичајима прилазили су његовом отвореном ковчегу и целивали га у чело, а некадашњи шегрти, помоћници, деца из породице и други „млађи“ целивали су руке.
Голуб Јанић сахрањен је у породичној гробници број 1, парцела број 4, у првом реду са десне стране на уласку у Ново гробље у Београду. Гробница је препознатљива по великом црном мермерном крсту.
Својим тестаментом целокупну имовину оставио је својој жени Босиљки Јанић, која је наставила да води његове послове. Споразумно нека од имања, укључујући и Руску круну предала је Голубовим рођацима.

## Задужбине
Голуб Јанић је целог живота учествовао у добротворном раду, помажући различита удружења и организације.
Његова жена и наследница Босиљка Јанић основала је три задужбине које носе његово име и име чланова његове породице, Задужбину Самуила и Голуба С. Јанића при Филозофском факултету и Учитељској школи у Скопљу, Задужбину Самуила и Голуба С. Јанића при Српској краљевској академији (хотел Балкан на Теразијама) и Фонд Софије Самуила и Босиљке Голуба С. Јанића.

### Задужбина Самуила и Голуба С. Јанића при Филозофском факултету и Учитељској школи у Скопљу
За живота, Босиљка Јанић је 1929. основала Задужбину Самуила и Голуба С. Јанића  при Филозофском факултету и Учитељској школи у Скопљу, депонујући 50.000 динара код Државне хипотекарне банке са наменом да се од 5% камате задужбине награђују светосавски темати који обрађују питања из историје (политичке, књижевне и уметничке) и етнографије Јужне Србије .

### Задужбина Самуила и Голуба С. Јанића при Српској краљевској академији, хотел Балкан на Теразијама
Својим тестаментом од 14. јануара. 1928, односно 18. новембра 1931. Босиљка Јанић основала је навјећи фонд, Задужбину Самуила и Голуба С. Јанића  при Српској краљевској академији, поклонивши имање вредности 7 милиона тадашњих динара, односно хотел Балкан  на Теразијама, као и новац, са циљем да се из прихода Задужбине у висини прихода старог хотела Балкан , који су тада износили 540.000 тадашњих динара годишње, подижу сваке године по једна зграда основне школе са становима за учитељице у Јужној Србији, односно данашњој Македонији, почевши од њених западних делова, прво у гостиварском, потом тетовском срезу: „а затим у целој Јужној Србији“. Додатком тестаменту од 18. новембра 1931. године Босиљка је само констатовала умањење наследне масе због експропријације дела имања старог хотела Балкан : „за шта ми је општина исплатила само суму од динара 3. 100.000“. Укупна средства у некретнини на углу тадашње ул. Краља Милана бр. 18 (данас Теразије) и Призренске 2 и готовина код Врачарске задруге и Државне хипотекарне банке намењена изградњи новог хотела Балкан била је 6.337.796,00 тадашњих динара. Кренула је у пролеће 1937. године градња зграде на месту срушеног хотела.
Иако Задужбина Самуила и Голуба Јанића  није намењена за остваривање циљева Српске краљевске академије наука, али је намењена за просветне и културне сврхе, Академија се преко пуномоћника адвоката Милана А. Фотића, примила наследства под условима које је одредила Босиљка Јанић, оставиља .

### Фонд Софије Самуила и Босиљке Голуба С. Јанића
Босиљка Јанић је тестаментом основала и Фонд Софије Самуила и Босиљке Голуба С. Јанића, завештавши имовину од 1,5 милиона тадашњих динара, односно своју кућу на Престолонаследниковом тргу бр. 19 (данас Теразије, на углу са Нушићевом ул.), чија је вредност 1938. године процењена на 1.304,000,00 тадашњих динара ., од чега је фонду требало да остане 1.149.000,00 динара, а након подмиривања других трошкова из тог дела наслеђа, са наменом да се из прихода обезбеђује одећа за сиромашне ученике основних школа у Јужној Србији
У Фонду Софије Самуила и Босиљке Голуба С. Јанића , према тестаменту, два члана Управног одбора фондације, увек су из породице. За прве чланове петочланог Управног одбора фондације из породице Босиљка одређује брата Тому Цинцар-Јанковића и рођака Драгољуба Радојловића, државног саветника, а за друга три члана Богдана Поповића, универзитетског професора и академика, Стевана Јовановића Ресавца, трговца, и пуковника Тодора Симића. Чланови одбора су према тестаменту добијали „на име награде по 20 (двадесет динара) у злату од сваке седнице“, које се одржавају према потреби „а највише једанпут месечно“. За чланове одбора из породице, после смрти именованих, одредила је своје братанце: „Мога брата Тому Цинцар-Јанковића и мога рођака Драгољуба Радојловића имају заменити у одбору моји братанци, а остале попуњаваће сам одбор“. Поред овога, Босиљка је у свом тестаменту предвидела да у случају да Задужбина Самуила и Голуба Јанића , којом према тестаменту управља Српска Краљевска академија, у року од три године после пријема наслеђа, односно хотела Балкан и новца, не сазида ни једну школу „дужна је целокупно моје имање и сав дотле прикупљени приход предати одбору који рукује Фондом Софије Самуила и Босиљке Голуба Јанића.
Први председник Фонда Софије Самуила и Босиљке Голуба С. Јанића  био је проф. Богдан Поповић. После Поповићеве смрти 1944. за председника изабран је Тома Цинцар-Јанковић.

## Једна песма посвећена Голубу С. Јанићу
Поводом смрти Голуба Јанића 1918. године написао је њему у част песму пешадијски мајор Бранислав Милосављевић, чијој жени Зорки је Голуб био теча. Песма је објављена касније у више збирки песама .
Голубу С. Јанићу
Ваљана старино, тебе нема више!
Твоје српско срце не бије у груди.
Склопио си очи. Мрак ти зене сише,
Сад кад нова Зора, „Српској Браћи“ руди.
Гледао си мајку - отаџбину нашу,
Где је Немци газе а Бугари муче.
Гледао си како мајку ланцем пашу
И од силног бола твоје срце пуче!
Око твоје мутно, управљено к југу,
Укочено гледа – срце ти се стеже.
И ти спази сунце како прави дугу;
Виде швапске чете како преко беже.
Од радости веље, теби снага дође
И ти се подиже и опружи руку,
И дрхћући ногом ка прозору пође;

“Гледај жено, како Срби Швабе туку!”
И ко храст одсечен на земљу се сруши.
Помодреле усне шапћу немо слова:

“Живела Србија!” – Застаде у гуши…
Црни гавран гракну врх тужна Маврова.
Ваљана старино, тебе нема више!
Твоје српско срце не бије у груди.
Склопио си очи. Мрак ти зене сише,

Сад кад нова зора “Српској браћи” руди.